# ワタアブラムシ
ワタアブラムシ(学名:Aphis gossypii Glover)とは、カメムシ目アブラムシ科に属する昆虫。全世界に分布し、アブラムシ類の中でも顕著な害虫として知られる。

## 形態

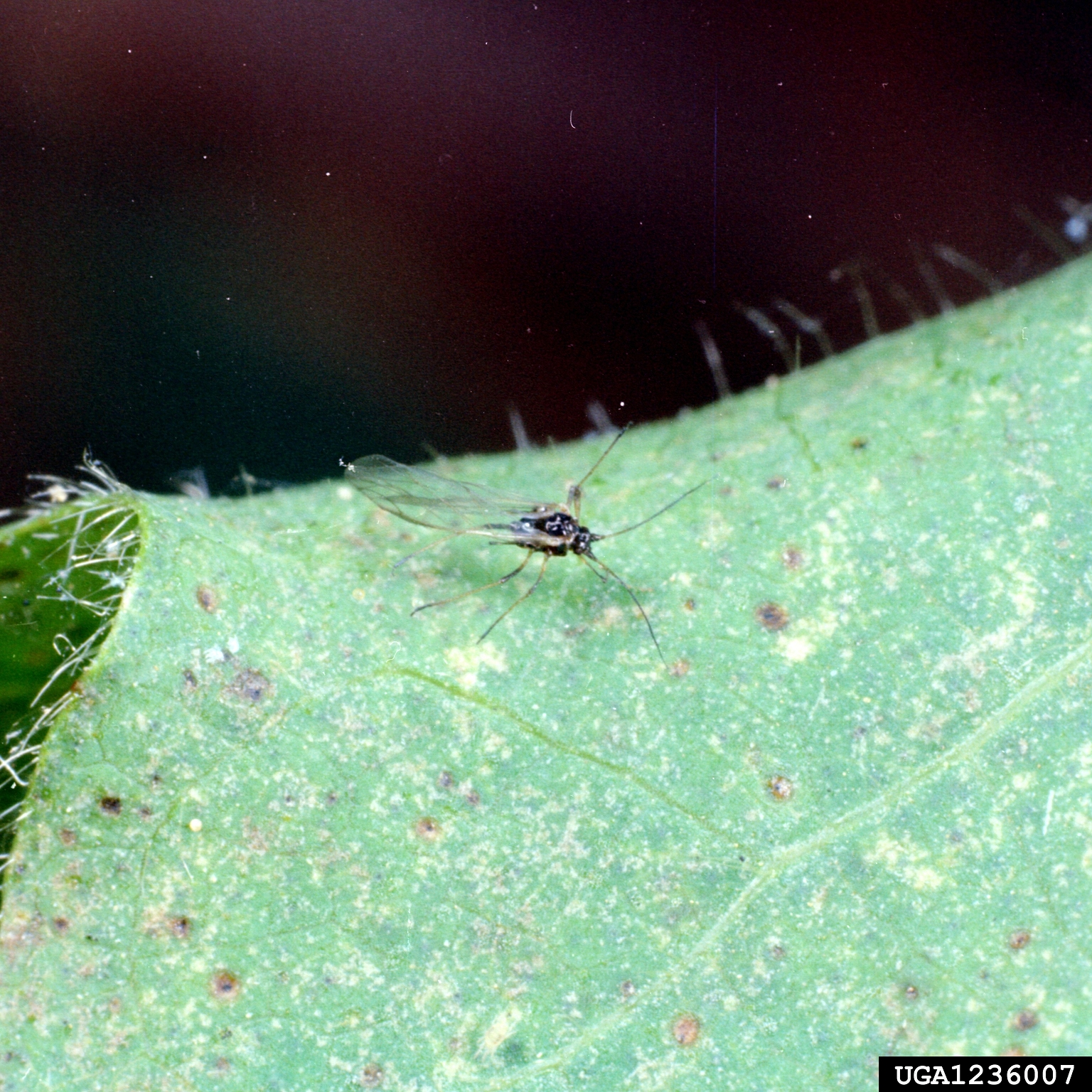
ワタアブラムシ（有翊胎生虫）

ワタアブラムシの無翊胎生虫は、体長1.3ミリメートル程度、体色は黄色や緑、濃緑色など変異が多い。触角は6節で体長よりも短い。低温下に生育する個体は体表が白いワックスに覆われ、触角や腿節などの付属器が短小化し球形に近いフォルムとなる。初夏に現れる有翊胎生虫は、体長1.2ミリメートル程度、体色は黄緑もしくは青緑色で、腹部側面に4個の黒色斑が付く。

## 生態
広食性でジャガイモ、キュウリ、カボチャなどの畑作物、キクやユリなどの花卉類、ウメ、モモなどの果樹の他、雑草にも多く寄生する。
新芽などは茎にも寄生するが、主に葉の裏に寄生する。
アブラムシは1世代が10日程度の発育スピードであり、年の大部分はメスだけが出現し単性生殖する。ワタアブラムシは、ムクゲやミカンなどの樹上で卵越冬し、4月上旬に孵化して新葉に寄生し無翊胎生雌虫に成長する。5月上旬には羽のついた有翊胎生雌虫が現れ、ザクロなどの中間宿主へと移動する。その後もナスやキュウリなどの2次中間宿主を経て、10月下旬から有翊のオスが現れ、有翊のメスと交尾し、ムクゲなどに戻って産卵する。また、温暖地では無翊胎生雌虫のまま越冬する例も報告されている。
生活環により4つのタイプに分類する考えがある。
1. 不完全生活環タイプ
  - 秋季になっても両性生殖個体が全く出現しないタイプ。 雑草（オオイヌノフグリ、ナズナ）などで胎生雌のまま越冬する。
2. 中間寄主として寄主転換する完全生活環タイプ
  - ムクゲだけで周年経過するものと、 コスモスやヒャクニチソウなどを中間寄主として寄主転換するものいる。
3. 中間寄主の間を行き来する完全生活環タイプ
  - 主宿主はクロツバラやクロウメモドキ、 ツルウメモドキ。サトイモやツユクサなどが中間寄主。
4. 非移住型の完全生活環タイプ
  - アカネだけで周年経過する。

## 天敵
捕食性天敵としてハナカメムシ Orius sp.(en:Orius) などが存在する。

## 人間との関わり
広食性且つ季節によって寄生植物を変えることから、様々な農作物に被害を与える重要害虫と目されている。口吻から樹液を吸う食性から、大量発生すると作物の育成が阻害され、枯死に至る場合もある。また、口針の唾液を媒介してモザイクウイルスを蔓延させ、大規模な被害を与える場合もある。糖類が大量に含まれた粘液状の排泄物は、スス病菌の温床となり作物の商品価値を損なう。